# Four Moons of Darkover
Four Moons of Darkover este o antologie de povestiri științifico-fantastice (de fantezie științifică) care a fost editată de scriitoarea americană Marion Zimmer Bradley. 
Povestirile fac parte din Seria Darkover care are loc pe planeta fictivă Darkover din sistemul stelar fictiv al unei gigante roșii denumită Cottman. Planeta este dominată de ghețari care acoperă cea mai mare parte a suprafeței sale. Zona locuibilă se află la doar câteva grade nord de ecuator.
Cartea Four Moons of Darkover a fost publicată pentru prima dată de DAW Books (nr. 761) în noiembrie 1988.

## Cuprins
- Introducere, de Marion Zimmer Bradley
- "The Jackal", de Vera Nazarian
- "Death’s Scepter", de Joan Marie Verba
- "A King’s Ransom", de Kay Morgan Douglas
- "Man of Impulse", de Marion Zimmer Bradley
- "Swarm Song", de Roxana Pierson
- "Out of Ashes", de Patricia B. Cirone
- "My Father’s Son", de Meg Mac Donald
- "House Rules", de Marion Zimmer Bradley
- "To Challenge Fate",  by Sandra C. Morrese
- "The Devourer Within"  by Margaret L. Carter
- "Sin Catenas", de Elisabeth Waters
- "Circles", de G. R. Sixbury
- "Festival Night", de Dorothy J. Heydt
- "A Laughing Matter", de Rachel Walker
- "Mourning", de Audrey J. Fulton
- "The Death of Brendon Ensolare", de Deborah Wheeler
- "Sort of Chaos", de Millea Kenin